# Эвертон (Арканзас)
Э́вертон (англ. Everton) — город, расположенный в округе Бун, штата Арканзас, США, с населением в 170 человек по статистическим данным переписи 2000 года.

## География
По данным Бюро переписи населения США город Эвертон имеет общую площадь в 1,29 квадратных километров, водных ресурсов в черте населённого пункта не имеется.
Эвертон расположен на высоте 262 метра над уровнем моря.

## Демография
По данным переписи населения 2000 года в Эвертоне проживало 170 человек, 49 семей, насчитывалось 70 домашних хозяйств и 73 жилых дома. Средняя плотность населения составляла около 142 человек на один квадратный километр. Расовый состав Эвертона по данным переписи распределился следующим образом: 97,65 % белых, 0,59 % — коренных американцев, 0,59 % — азиатов, 1,18 % — представителей смешанных рас.
Испаноговорящие составили 3,53 % от всех жителей города.
Из 70 домашних хозяйств в 30,0 % — воспитывали детей в возрасте до 18 лет, 54,3 % представляли собой совместно проживающие супружеские пары, в 10,0 % семей женщины проживали без мужей, 30,0 % не имели семей. 27,1 % от общего числа семей на момент переписи жили самостоятельно, при этом 12,9 % составили одинокие пожилые люди в возрасте 65 лет и старше. Средний размер домашнего хозяйства составил 2,43 человек, а средний размер семьи — 2,88 человек.
Население города по возрастному диапазону по данным переписи 2000 года распределилось следующим образом: 25,3 % — жители младше 18 лет, 8,2 % — между 18 и 24 годами, 33,5 % — от 25 до 44 лет, 16,5 % — от 45 до 64 лет и 16,5 % — в возрасте 65 лет и старше. Средний возраст жителей составил 36 лет. На каждые 100 женщин в Эвертоне приходилось 82,8 мужчин, при этом на каждые сто женщин 18 лет и старше приходилось 89,6 мужчин также старше 18 лет.
Средний доход на одно домашнее хозяйство в городе составил 18 438 долларов США, а средний доход на одну семью — 27 292 доллара. При этом мужчины имели средний доход в 25 625 долларов США в год против 15 313 долларов среднегодового дохода у женщин. Доход на душу населения в городе составил 14 274 доллара в год. 16,3 % от всего числа семей в округе и 20,3 % от всей численности населения находилось на момент переписи населения за чертой бедности, при этом 26,1 % из них были моложе 18 лет и 25,0 % — в возрасте 65 лет и старше.